# دوکسازوسین
دوکسازوسین (انگلیسی: Doxazosin) که با نام تجاری Cardura فروخته می‌شود، دارویی است که برای درمان علائم هایپرپلازی خوش‌خیم پروستات (بزرگ شدن پروستات) و فشار خون بالا (فشار خون بالا) به کار می‌رود. برای فشار خون بالا، گزینه کمتر ترجیح داده شده‌است. این دارو از راه دهان مصرف می‌شود.
عوارض جانبی رایج آن عبارتند از: سرگیجه، خواب آلودگی، تورم، حالت تهوع، تنگی نفس و درد شکم. عوارض جانبی شدید ممکن است شامل فشار خون پایین همراه با ایستادن، ضربان قلب نامنظم و پریاپیسم باشد. این یک مسدودکننده آدرنرژیک انتخابی α۱ در کلاس ترکیبات کینازولین است.
دوکسازوسین در سال ۱۹۷۷ ثبت اختراع شد و در سال ۱۹۸۸ مورد استفاده پزشکی قرار گرفت. این دارو به عنوان یک داروی ژنریک در دسترس است. در سال ۲۰۱۹، با بیش از ۲ میلیون نسخه، دویست و دهمین داروی رایج در ایالات متحده بود.

## کاربرد پزشکی

### فشار خون بالا
دوکسازوسین معمولاً به سایر درمان‌های ضد فشار خون مانند آنتاگونیست‌های کانال کلسیم، دیورتیک‌ها، آنتاگونیست‌های گیرنده بتا آدرنرژیک، مهارکننده‌های آنزیم تبدیل‌کننده آنژیوتانسین و مسدودکننده‌های گیرنده آنژیوتانسین-۲ افزوده می‌شود.
دوکسازوسین به‌طور کلی به عنوان یک داروی ضد فشار خون اضافی بی‌خطر، قابل تحمل و مؤثر در نظر گرفته می‌شود.
مانندند سایر آنتاگونیست‌های گیرنده آلفا-۱، نقشی در مدیریت حین عمل فئوکروموسیتوما دارد.

### هایپرپلازی خوش‌خیم پروستات
دوکسازوسین در کاهش امتیاز علائم ادراری و بهبود اوج جریان ادرار در مردان مبتلا به هیپرتروفی خوش‌خیم پروستات مؤثر است.